# 山本順之
山本 順之（やまもと のぶゆき、YAMAMOTO Nobuyuki 1938年（昭和13年）7月19日 - 2024年（令和6年）7月8日）は、観世流能楽師（シテ方）。重要無形文化財保持者（総合認定）。公益社団法人「銕仙会」理事。能楽協会会員。「山本順之の会」「順扇会」主宰。

## 略歴
大阪府大阪市生まれ、東京都在住。大阪府立清水谷高等学校卒業。早稲田大学文学部卒業。父である山本博之（観世流能楽師、山本能楽堂創立者）および八世観世銕之亟（人間国宝）に師事。1942年（昭和17年）4歳の時、仕舞「老松」で初舞台。1945年「花月」で初シテ。
2024年7月8日、肝細胞癌のため死去。85歳没。

## 人物
曲趣を正確に捉え観客の想像力に訴えかける、幅の広い地謡作りの「地頭（リーダー）」として定評があり、銕仙会の地謡を支える重鎮だが、若手や斬新な作品にも数多く出演している。
2000年（平成12年）3月、国立能楽堂の特別企画公演「夢浮橋」で地謡を披露。尼僧小説家の瀬戸内寂聴が初めて台本を執筆した新作能で、源氏物語五十四帖の最終巻と同じ題名だが寂聴によるフィクションで、宇治十帖の若い僧阿闍梨を人間国宝の梅若六郎が演じ「生まれて初めて女（浮舟）の黒髪に触れ、煩悩に迷い破戒する」設定で、金剛永謹も匂宮を演じた。
2002年11月には横浜能楽堂の企画公演「秀吉が見た『卒都婆小町』」に出演。1593年（文禄2年）に能好きで知られた武家関白の豊臣秀吉が鑑賞した「卒都婆」を現代に蘇らせるユニークな試みで、学術的に綿密に考証し、400年前の安土桃山時代の能を復元した。当時の上演時間は現在の約60％（50分間）で、謡も関西弁で「リズムや上中下の3つの基本的な音は同じ」だが「経過音が違うのでメロディック」（東京文化財研究所）。公演で小町を舞った山本順之は「今の能とまったく違う。身についた技術から離れるのは大変」とした上で、「（現代の卒都婆は）いたずらに重くなっている面があるので、今の能が見直されるかもしれない」と意欲を話した。
そのほか国立能楽堂での公演は、日本芸術文化振興会の文化デジタルライブラリーに登録されている（140件）。
また、外国公演では1969年（昭和44年）梅若万三郎とヨーロッパを巡演。1972年から観世寿夫と「世阿弥座」公演（～1993年）。1976年の世阿弥座ではパリ市でフランスの俳優ジャン＝ルイ・バロー主宰「オルセー劇場」（オルセー駅舎を利用した劇場）で披露している。
能のほかには、2002年に岡本章演出「現代能『ベルナルダ・アルバの家』」（テアトルフォンテ、横浜能楽堂）や、2010年女優関弘子追悼公演「俳優（わざおぎ）の始原（ふるさと）へ」（銕仙会能楽研究所）などに出演。早稲田大学では、文学部の先輩で人間国宝の二世 野村万作との共演も多い。また、OBとして「早稲田大学観世会」を指導し、清水寛二ら後継者も育成している。

## 受賞、山本能楽堂など
1976年（昭和51年）に芸術選奨文部大臣新人賞を受賞。1998年（平成10年）観世寿夫記念法政大学能楽賞を受賞している。
なお、生家は信州山本城主の諏訪盛重に起源を持つ山本家で、元禄時代に京都烏丸三条の五大両替商（大名貸）の一つ「伊勢屋」として栄えており、明治時代「伊弥太（貯蓄）銀行」として祖父の九代目弥太郎が経営していた。父の博之は大正時代に二十四世観世宗家（観世元滋）に入門、昭和初期に山本能楽堂（大阪市中央区）を建てるなど、能楽の大阪での普及に貢献した人物。長兄の勝一は公益財団法人山本能楽会の会長で、観世流の関西における重鎮。2017年6月の山本能楽堂90周年記念の特別公演では、人間国宝梅若玄祥らとともに参加。「玉取（たまとり）」を独吟した。

## ディスコグラフィ
- 『「砧」「羽衣」 観世寿夫 至花の二曲』2枚組CD（日本伝統文化振興財団、VZCG-8429～8430、2009年）[17] - 1976年のパリ市で世阿弥座の公演のライブ録音。1982年発売を再編集
- 『能楽囃子体系（8枚組CD）』（日本伝統文化振興財団、VZCG-8421～8428、2009年6月24日[18]） - 昭和48年度 芸術祭大賞受賞作品の復刻版

## 関連人物
- 九世 観世 銕之丞 - 観世銕之丞家の現当主で銕仙会主宰
- 二世 野村万作 - 和泉流狂言方（人間国宝）で早稲田大学の先輩
- 清水寛二 - 早稲田大の能サークルで山本順之から指導を受け弟子に。銕仙会のメンバー